# Li Si
Li Si (李斯; Lǐ Sī), född cirka 280 f.Kr., död 208 f.Kr., var en framstående kinesisk politiker, filosof och kalligraf. 
Li Si verkade som Kinas försteminister från 221 f.Kr. till 209 f.Kr. och hade en betydande roll under Kinas enande under Qins föreningskrig. Han var en tung maktfaktor under stora delar av Qindynastin (221 f.Kr.–206 f.Kr.) och var förespråkare för legalismen. Li Si låg bakom den omtalade bokbränningen och begravningen av akademiker och hade även en central roll i tronföljdskonspirationen efter att kejsar Qin Shi Huangdi avlidit. Li Si avrättades 208 f.Kr. efter att ha protesterat mot maktkoncentrationen runt kejsar Qin Er Shi.

## Uppväxt och tidig karriär
Li Si föddes ungefär 280 f.Kr. under tiden för De stridande staterna. Han kom från Shangcai i dagens Henan som tillhörde staten Chu. Li Si lärde sig statsvetenskap av den kända konfucianska filosofen Xun Zi där han studerade tillsammans med Han Feizi. Som färdigutbildad bedömde han att det bara var i staten Qin som det fanns någon framtid eftersom Qin såg ut att vara den starkaste av de sju staterna som stred om makten över Kina. Li Si begav sig därför mot Qin med ambitioner att bli rådgivare åt dess kung, och han anlände till Qin 247 f.Kr. i samband med att Qins kung Zhuangxiang just avlidit. Li Si sökte jobb hos Lü Buwei som då var Försteminister (丞相). Efter att kungen avlidit tillsattes 246 f.Kr. den trettonåriga Ying Zheng som kung av Qin. Lü Buwei fortsatte som försteminister och Li Si utsågs till Ministerns tjänare (舍人).
I samband med kungens myndighetsdag 238 f.Kr. uppdagades att markis Lao Ai planerade ett uppror, vilket slogs ner efter ett blodigt motangrepp. År 237 f.Kr. blev Lü Buwei avsatt som försteminister på grund av sitt samröre med Lao Ai, och Li Si fick en starkare position och kom närmare kungen. Han steg snabbt i graderna och utsågs till Översekreterare (长史) och därefter till Gästminister (客卿).
År 237 f.Kr. i samband med gästingenjören Zheng Guo från Hans kostsamma uppförande av Zhengguokanalen blev kungafamiljen och flera ministrar misstänksamma mot alla gästarbetare och beskyllde dem för att vara spioner och krävde deras utvisning. Även Li Si nämndes som tänkbar spion, och han skrev då en lång framställan till kungen där han förklarade hur stora historiska fördelar som Qin haft av gästarbetare såsom till exempel filosofen Shang Yang. Kungen tog till sig Li Sis argument och inga gästarbetare utvisades.
Li Si övertygade kungen om vikten av att erövra de övriga konkurrerande staterna, vilket genomfördes under Qins föreningskrig 230 f.Kr. till 221 f.Kr. Li Si befordrades också till Justitieminister (廷尉).

## Den första kejsarens regeringstid
När Qin 221 f.Kr. besegrat och erövrat alla konkurrerande staterna utropade sig kungen till kejsare Qin Shi Huangdi, och Li Si blev upphöjd till försteminister.
Det var många i hovet som förespråkade att kejsaren skulle återinföra ett feodalsystem likt den tidigare Zhoudynastin (1046 f.Kr.–256 f.Kr.) där kungens familjemedlemmar styrde olika regioner i landet, men Li Si övertygade kejsaren om att inte göra om Zhoudynastins misstag. I stället delades det nya riket upp i provinser vilka var för sig styrdes av en guvernör, en militär befälhavare och en inspektör.

### Bokbränning och begravning av akademiker

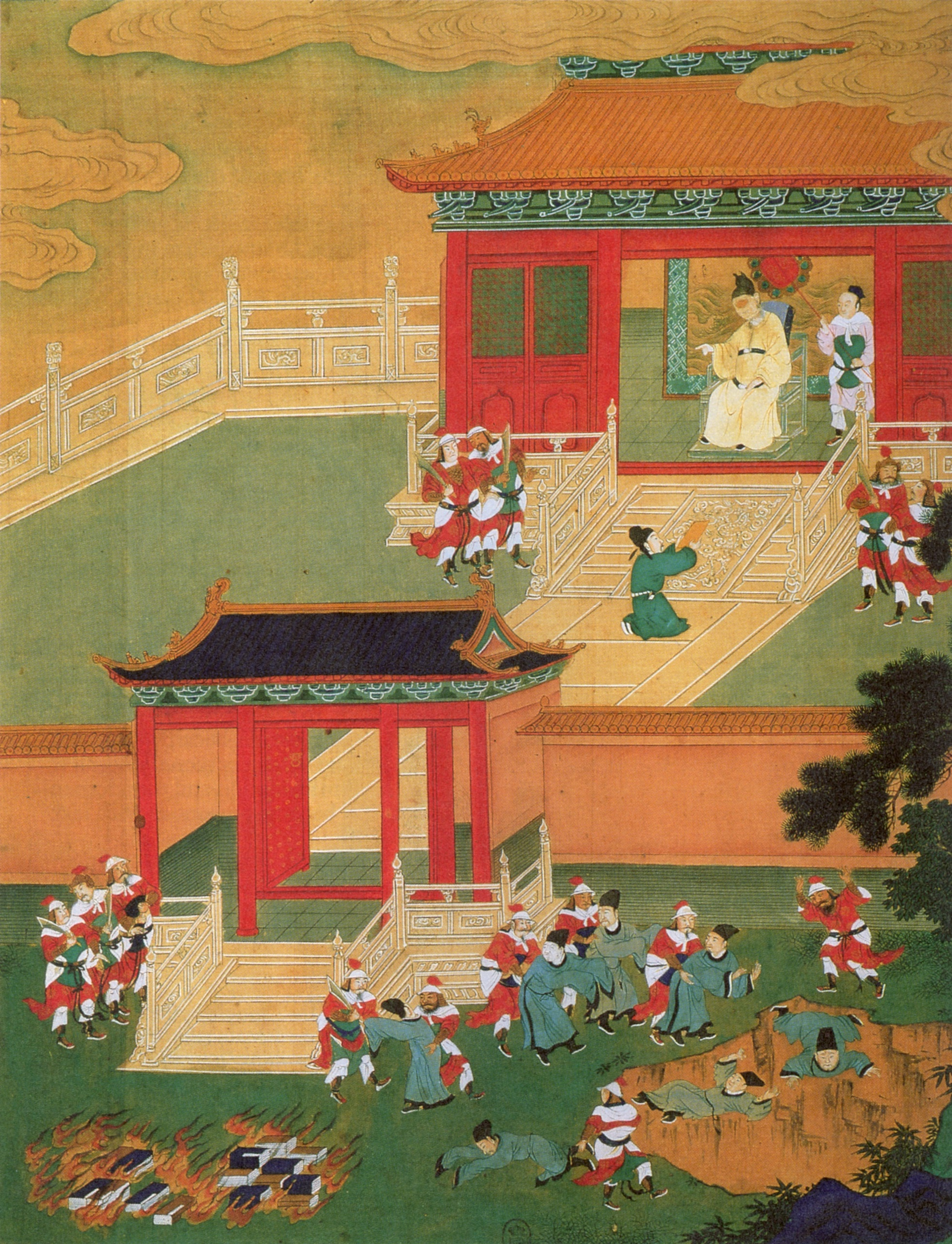
En 1700-tals målning av bokbränningen och begravningen av akademiker som drevs fram av Li Si.

År 213 f.Kr drev Li Si tesen att Qindynastin hade trätt in i en ny tid där allt hade fått en fast form. Han menade att tidigare dygder och akademiker som hänvisar till antiken bara skulle förvilla folket. Lärda hade tidigare i historien använt sin kunskap för att revoltera mot överheten. Folk som ägnar sig åt självstudier kommer att ifrågasätta lagar. Li Si drev igenom förslaget att bränna alla historiska verk som inte var skrivna av Qin-historiker. Böcker såsom Sångernas bok, Dokumentens bok och andra filosofiska verk från de "hundra skolorna" skulle brännas, och att diskutera Sångernas bok skulle leda till avrättning. Året efter bokbränningen utfördes stora mängder förhör med akademikerna i Qindynastins huvudstad Xianyang om hur påbuden om förbjuden litteratur hade respekterats. Många akademiker angav varandra och kejsaren valde ut 460 personer som bedömdes ha brutit mot de nya lagarna. Dessa avrättades, och information om händelsen spreds som ett varnande exempel.

### Tronföljdskonspirationen
Under hemresan på kejsar Qin Shi Huangdis femte inspektionsresa 210 f.Kr. blev kejsaren allvarligt sjuk. Kejsare Qin Shi Huangdi insåg att han var döende och skrev ett brev till kronprinsen Fu Su att denne skulle ta över makten och överlämna armén till general Meng Tian. Brevet överlämnades till eunucken Zhao Gao som var ansvarig för postgången. För att undvika att något oförutsett skulle ske med prinsarna eller landet beslöt Li Si att dödsfallet skulle hållas hemligt.
Eunucken Zhao Gao skickade dock aldrig iväg brevet och han hade även tillgång till kejsarens sigill. Med på resan var även kejsarens yngre son Ying Huhai. Eunucken Zhao Gao och kejsarens yngre son Ying Huhai beslutade att förfalska tronföljdsbrevet, men insåg att de även behövde få med Li Si på konspirationen. Zhao Gao övertygade Li Si om att ifall kronprinsen Fu Su skulle komma till makten skulle den högt meriterade Meng Tian bli försteminister, och att avskedade försteministrar alltid blir avrättade. Med tårar i ögonen accepterade Li Si konspirationen. När de återkom till huvudstaden tillträdde Ying Huhai som kejsare under namnet Qin Er Shi

## Kalligrafi

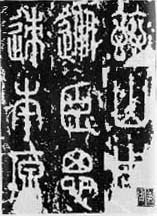
En stentavla med sigillskrift av Li Si vid Taishan.

Li Si är den första dokumenterade kinesiska kalligrafen, och det var Li Si som skapade stilen Liten sigillskrift efter att Kina enats 221 f.Kr. Ett känt exempel på Li Sis kalligrafi är en stentavla i ett tempel vid foten av det heliga berget Taishan. Stentavlan restes ursprungligen på toppen av berget.

## Den andra kejsarens regeringstid
Li Si behöll sin position som försteminister under kejsar Qin Er Shi, men Zhao Gao hade blivit en betydande maktfaktor i hovet. Under kejsarens andra regentår 209 f.Kr. styrdes landet enbart av kejsaren och Zhao Gao. Li Si lämnade tillsammans med minister Quji och general Feng Jie in protester mot parets beslut. Protesterna ledde till att Quji och Feng Ji begick självmord för att de inte accepterade förödmjukelsen att förbises i maktordningen. Li Si fängslades och torterades med "de fem straffen" (五刑). Zhao Gao utsågs till försteminister, och Li Si avrättades 208 f.Kr. genom att offentligt huggas i två delar, och tre generationer av hans familj avrättades (三族).